# 三蕊柳
三蕊柳（学名：Salix triandra）为杨柳科柳属的植物。分布在欧洲、日本、俄罗斯、蒙古以及中国大陆的吉林辽宁、河北、山东、黑龙江等地，生长于海拔10米至500米的地区，多生在林区或沿河生长，目前尚未由人工引种栽培。

## 异名
- Salix triandra L. var. nipponica (Franch. et Sav.) Seemen

## 和用途
该植物是一个潜在的生物质能来源，可用于生产生物燃料。